# Aleister Black
Thomas «Tom» Budgen (19 de mayo de 1985, Alkmaar, Países Bajos) es un luchador profesional neerlandés quien trabaja para la WWE, en su marca SmackDown, bajo el nombre de Aleister Black.
Antes de WWE, Budgen trabajó para promociones en Europa, Estados Unidos y Japón bajo el nombre de Tommy End. Como Tommy End luchó bastante para Insane Championship Wrestling, Progress Wrestling, Pro Wrestling Guerrilla y Westside Xtreme Wrestling. 
En dichas promociones, ganó numerosos campeonatos, entre ellos el Campeón Mundial Unificado de wXw, el campeón Mundial Peso Ligero de wXw, Campeón Mundial en Parejas de wXw, Campeón Mundial en Parejas de ICW, Campeón en Parejas de Progress, una vez Campeón de NXT y una vez Campeón Mundial de Tríos de AEW.

## Primeros años
Budgen es conocido por tener una amplia experiencia en artes marciales, y ha competido en varias artes marciales como kickboxing y silat desde los 9 a 15 años de edad. Hasta el día de hoy sigue entrenando kickboxing. Ha adaptado la mayor parte de su experiencia a su estilo, dándole una habilidad de ataque única, y es conocido por utilizar combinaciones devastadoras para terminar con los oponentes. El kickboxing sigue siendo la mayor influencia en su estilo.
En una entrevista con Colt Cabana, Budgen reveló que su padre creció en un culto religioso. En la misma conversación, reconoció esto como la inspiración para muchos de sus personajes oscuros y ocultos en la lucha profesional.

## Carrera

### Circuito independiente (2002–2016)

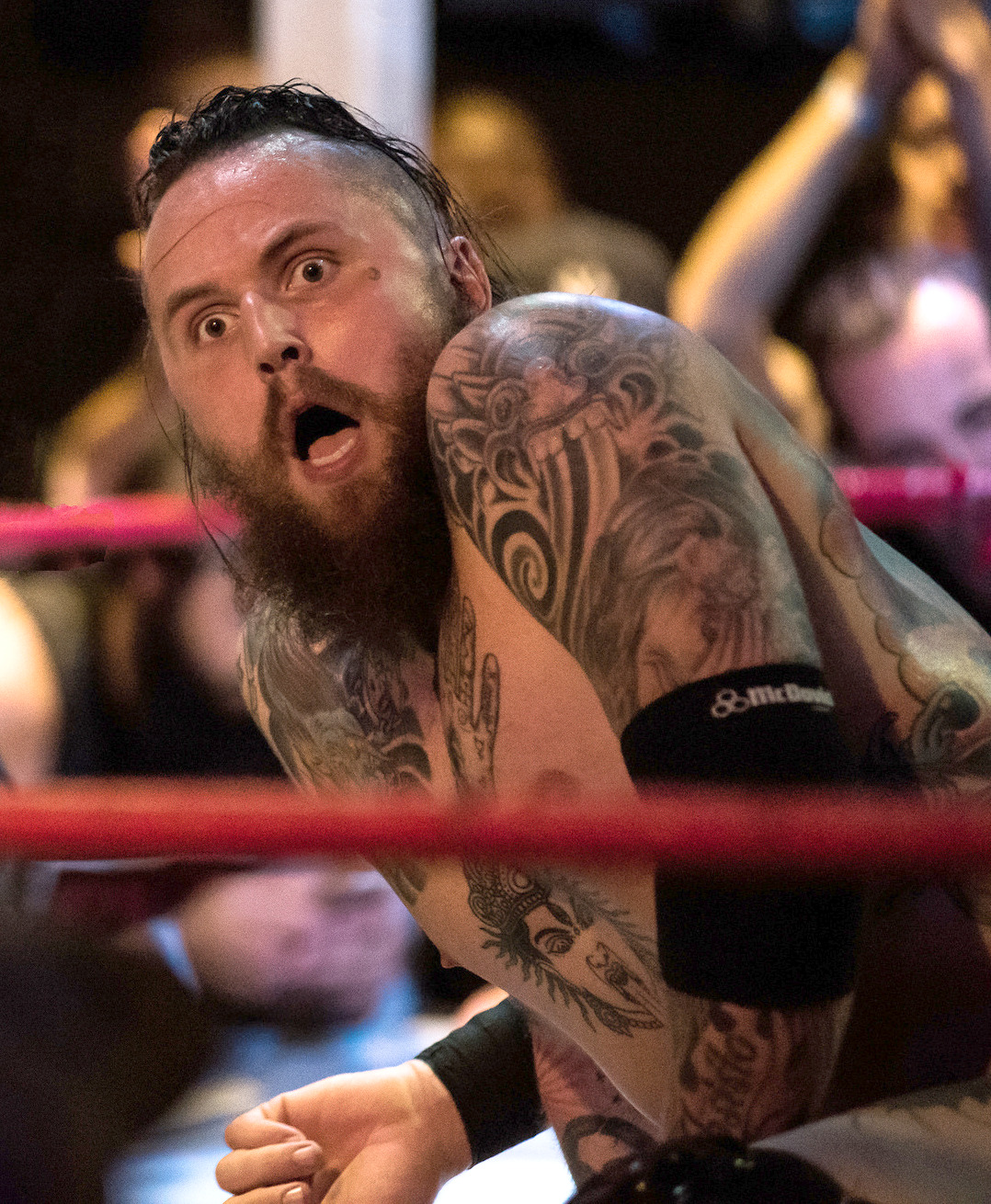
Tommy End en 2016.

Budgen luchó extensivamente en el circuito independiente en el Reino Unido y Europa bajo el nombre artístico de Tommy End, trabajando para promociones como Insane Championship Wrestling, Progress Wrestling, Over the Top Wrestling y Revolution Pro Wrestling entre otros. El también trabajo para promociones internacionales, tales como las Norteamericanas Combat Zone Wrestling, Evolve y Pro Wrestling Guerrilla y la japonesa Big Japan Pro Wrestling.
En dichas empresas ganó numerosos campeonatos, entre otros reconocimientos: fue Campeón Mundial Unificado de wXw, Campeón Mundial Peso Ligero de wXw, Campeón Mundial en Parejas de wXw, Campeón Mundial en Parejas de ICW, Campeón en Parejas de Progress.

### WWE (2016–2021)

#### NXT Wrestling (2016–2019)
En junio de 2016, se informó que Budgen había firmado con la WWE. Budgen entró al Performance Center de la WWE el 19 de octubre. El 3 de noviembre, End apareció en un house show en Ft. Pierce, Florida y cortó una promo diciendo que llegó a NXT para "quemarlo todo". El 11 de noviembre, en un house show en St. Augustine, Florida, End hizo su debut en el ring, derrotando a Lince Dorado. El 7 de enero de 2017, Budgen debutó con un nuevo nombre en el ring Aleister Black. El 15 de enero, Budgen hizo una aparición sorpresa en las finales del Torneo por el Campeonato del Reino Unido de WWE como Tommy End, perdiendo ante Neville en una lucha que no fue parte del torneo.

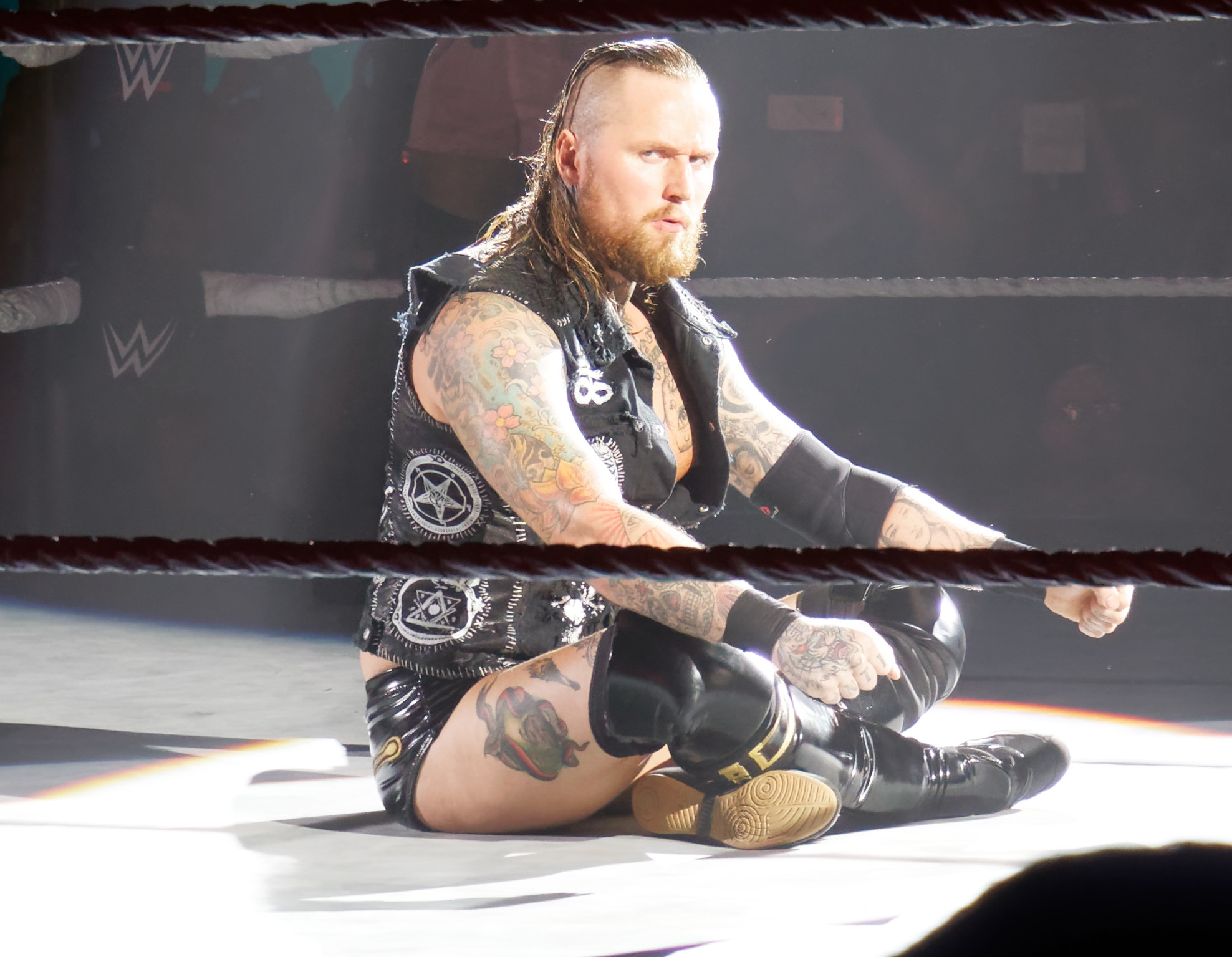
Black realizando su pose en el ring en mayo de 2017.

A partir del episodio del 8 de marzo de NXT, comenzaron a transmitirse videos que promocionaban el debut televisivo de Black en NXT TakeOver: Orlando. En NXT TakeOver: Orlando, Black hizo su debut televisado en el ring como face, derrotando a Andrade "Cien" Almas. En mayo, Black hizo su debut en el elenco principal en Main Event durante un Tour Europeo, derrotando a Curt Hawkins. la edición del 21 de junio de NXT, derrotó a Kassius Ohno.
En la edición del 2 de agosto de NXT, antes del combate de Black contra el debutante Kyle O'Reilly, Hideo Itami realizó una promo en el ring, exigiendo respeto. Black interrumpió a Itami, lo que provocó un enfrentamiento entre los dos. Black le aplicó un Black Mass a Itami, y derrotó a O'Reilly. Itami intentó atacar a Black después del combate, pero los dos finalmente fueron separados. En NXT TakeOver: Brooklyn III, Black derrotó a Itami. Black comenzó un feudo con Velveteen Dream, donde Dream acosaba constantemente a Black para que dijera su nombre. Esto los llevó a una lucha en NXT TakeOver: WarGames, la cual Black ganó. Después del combate, Black se sentó junto a un aturdido Velveteen Dream, antes de decir su nombre.
En el episodio del 13 de diciembre de NXT, Black derrotó a Adam Cole para clasificar a un Fatal 4-Way match por el Campeonato de NXT, el cual también involucró a Johnny Gargano, Killian Dain y Lars Sullivan en el episodio del 27 de diciembre de NXT, donde Gargano ganó cubriendo a Black (marcando su primera derrota por pinfall en NXT) después de una interferencia de The Undisputed Era. En los premios NXT Year-End Awards, Black ganó tres premios por la Rivalidad del Año (con Velveteen Dream), la Superstrella Revelación del Año y el Competidor Masculino del Año.
Black derrotó a Cole en un Extreme Rules match en NXT TakeOver: Philadelphia. En el episodio del 14 de febrero de 2018 de NXT, Black dijo que tenía "un demonio en su espalda", el cual era el Campeonato de NXT. Luego de eso, fue interrumpido por Killian Dain, a quien derrotó en la edición del 7 de marzo de NXT para convertirse en el contendiente número uno al Campeonato de NXT. Black recibió su oportunidad titular ante Andrade "Cien" Almas el 7 de abril en NXT TakeOver: New Orleans, donde ganó para convertirse en el nuevo Campeón de NXT. En el episodio del 30 de mayo de NXT, Black fue interrumpido por Lars Sullivan, quien quería una lucha por el Campeonato de NXT. En ese mismo episodio, se reveló que Sullivan se enfrentaría a Black en un combate por el Campeonato de NXT en NXT TakeOver: Chicago II, donde Black retuvo exitosamente el título.
Black perdió el Campeonato de NXT ante Tommaso Ciampa en las grabaciones de NXT del 18 de julio para el episodio del 25 de julio después de que Johnny Gargano interfiriera y golpeara a Black con el cinturón del título. La semana siguiente, durante un discurso de Ciampa al Universo de NXT, Black se acercó al cuadrilátero, solo para que Gargano saliera corriendo para atacar a Ciampa, luego de lo cual atacó a Gargano con un Black Mass antes de indicar que su perdida del Campeonato de NXT era culpa de Gargano.
En el episodio del 8 de agosto de NXT, Black se enfrentó a Gargano en una lucha individual, solo para que Ciampa interfiera. Los tres pelearían hasta que apareció el gerente general de NXT, William Regal, quien programó a Black y Ciampa para el primer Triple Threat match por el Campeonato de NXT en NXT TakeOver: Brooklyn 4, el cual involucraría a Gargano. Sin embargo, después del episodio, Black fue encontrado inconsciente por los árbitros y el propio Regal en el estacionamiento fuera de la arena, después de ser atacado por una persona no identificada y desconocida.
Más tarde, se informó que Black fue enviado a un centro médico local y se anunció que no podría competir en el Triple Threat match, tanto por el incidente en el storyline como que Black sufrió una lesión legítima en la ingle en un evento en vivo de NXT en Las Vegas. Luego de dos meses de inactividad, Black regresó en el episodio del 17 de octubre de NXT y confrontó a Nikki Cross, quien reveló que Gargano fue quien lo había atacado. Se programó un combate entre Black y Gargano para NXT TakeOver: WarGames, en el que Black salió victorioso. El 26 de enero de 2019 compitió en NXT TakeOver: Phoenix en una lucha por el Campeonato de NXT, pero fue derrotado por Tommaso Ciampa. La noche siguiente, el 27 de enero en Royal Rumble, Black ingresó al Royal Rumble match como el número 21, con una duración de 6:09 antes de ser eliminado por Baron Corbin.

#### 2019
Black hizo su debut oficial en el elenco principal en el episodio del 18 de febrero de Raw, derrotando a Elias. La noche siguiente en SmackDown, derrotó a Andrade. Durante las siguientes semanas, Black formó equipo con Ricochet e ingresaron al Dusty Rhodes Tag Team Classic de NXT, al mismo tiempo que obtuvieron una lucha por los Campeonatos en Parejas de Raw en Fastlane. En Fastlane, Black & Ricochet perdieron en un Triple Threat match por los títulos contra The Revival y el equipo de Bobby Roode & Chad Gable. Después de ganar el Dusty Rhodes Tag Team Classic el 27 de marzo de 2019, Black y Ricochet ganaron la oportunidad de competir por los Campeonatos en Parejas de NXT contra War Raiders en NXT TakeOver: New York, en donde serían derrotados.
La noche siguiente, Black & Ricochet competirían en WrestleMania 35 en un Fatal 4-Way Tag Team match por los Campeonatos en Parejas de SmackDown contra The Usos, Rusev & Shinsuke Nakamura y The Bar (Cesaro & Sheamus). Sin embargo, The Usos lograron retener los títulos. Black y Ricochet fueron reclutados por la marca Raw debido al Superstar Shake-up de la WWE. Sin embargo, el 22 de abril, Black fue traspasado a la marca SmackDown, debido a que su esposa en la vida real, Zelina Vega, fue reclutada allí, por lo que se separó de Ricochet.
Luego de eso, Black comenzó a aparecer en segmentos tras bastidores en una habitación oscura, a la espera de un retador. Su desafío fue finalmente aceptado, con el misterioso oponente revelándose como Cesaro en el episodio del 9 de julio de SmackDown, quien sería el oponente de Black en Extreme Rules en el primer combate individual de Black en un pago por visión desde que se unió al elenco principal. En el evento, Black derrotó a Cesaro. Dos noches después en SmackDown, Black derrotó nuevamente a Cesaro en su primera lucha en la marca desde el Superstar Shake-up. En el episodio del 30 de julio de SmackDown, Black fue desafiado por Sami Zayn a una lucha en SummerSlam, la cual fue aceptaba por Black. Sin embargo, dicha lucha tuvo lugar en el episodio del 6 de agosto de SmackDown, donde Black derrotó a Zayn. En el episodio del 3 de septiembre de SmackDown, Black derrotó rápidamente a Shelton Benjamin.
Luego de un mes de ausencia de los cuadriláteros, Black compitió en el episodio del 7 de octubre de Raw, derrotando a The Singh Brothers en un 2-on-1 Handicap match. En el episodio del 14 de octubre de Raw, debido al Draft, Black fue traspasado a la marca Raw. Esa misma noche, Black hizo su debut en el ring como parte del elenco de Raw, derrotando a Eric Young. La siguiente semana en Raw, Black derrotó a un competidor local. En el episodio del 18 de noviembre de Raw, Buddy Murphy fue al vestuario de Black para desafiarlo, solo para descubrir que Black estaba ausente. Posteriormente, Murphy afirmó que Black era simplemente un hablador. La semana siguiente en Raw, Black apareció y atacó a Murphy después de su combate contra Matt Hardy. En el episodio del 2 de diciembre de Raw, Black derrotó a Tony Nese y luego fue desafiado por Murphy una vez más. La semana siguiente en Raw, Black derrotó a Akira Tozawa. Más tarde, un combate entre Black y Murphy fue programado para TLC: Tables, Ladders & Chairs, donde Black derrotó a Murphy. El 23 de diciembre en Raw, Black venció a un competidor local. Luego de eso, Murphy también venció a un competidor local. Después de la victoria de este último, Black regresó al ring para estrecharle la mano, pero Murphy se negó, lo que llevó a Black a aplicarle un Black Mass. La siguiente semana en Raw, Black derrotó a Murphy nuevamente.

#### 2020–2021
El 6 de enero de 2020 en Raw, Black derrotó a Shelton Benjamin. La siguiente semana en Raw, Black derrotó a Murphy por tercera vez, y el 20 de enero en Raw, derrotó a un competidor local. El 26 de enero en Royal Rumble, Black ingresó al Royal Rumble match como el número 28, pero fue eliminado por Seth Rollins. La noche siguiente en Raw, Black venció a un competidor local. Después del combate, Black anunció que ahora sería él quien iría a buscar a sus oponentes. Durante las siguientes semanas, Black derrotó a Eric Young, Akira Tozawa y Erick Rowan en luchas individuales. La semana siguiente en Raw, antes de su lucha de revancha contra Rowan, Black fue atacado por The OC tras bastidores. A pesar de su discapacidad física, Black logró vencer a Rowan. Después del combate, advirtió que planeaba usar su ira en AJ Styles. En el episodio del 2 de marzo de Raw, Black derrotó sucesivamente a Karl Anderson y Luke Gallows, pero fue atacado por The OC. Físicamente discapacitado después de la agresión sufrida, Black perdió ante Styles. 
El 8 de marzo en Elimination Chamber, Black derrotó a Styles en un No Disqualification match, gracias a una interferencia de The Undertaker. El 23 y 30 de marzo en Raw, Black venció a dos luchadores locales. En WrestleMania 36, en la noche dos del evento, Black derrotó a Bobby Lashley. En las siguientes dos semanas, Black derrotó a Apollo Crews y Oney Lorcan respectivamente.
En el episodio del 20 de abril de Raw, Black derrotó a Austin Theory para clasificar en el Corporate Money in the Bank Ladder match en Money in the Bank. En el evento, Black no logró ganar el combate, siendo Otis quien salió victorioso. La noche siguiente en Raw, Black & Rey Mysterio derrotaron a Seth Rollins & Murphy por descalificación, luego de que Rollins atacó brutalmente a Mysterio. En el episodio del 25 de mayo de Raw, Black & Humberto Carrillo perdieron ante Murphy y Austin Theory. La siguiente semana en Raw, Black derrotó a Rollins.  Después del combate, Black fue atacado por Theory & Murphy, a pesar de la ayuda de Carrillo, quien fue atacado por Rollins. El 8 de junio en Raw, Black & Carrillo vencieron a Murphy & Theory. Sin embargo, dos semanas después en Raw, perdieron ante Rollins y Murphy. En el episodio del 27 de julio de Raw, Rollins y Murphy lesionaron el ojo derecho de Black al presionarlo contra los escalones de acero.
En el episodio del 24 de agosto de Raw, Black, llevando un vendaje en los ojos, regresó durante The Kevin Owens Show y atacó a Kevin Owens, cambiando a heel por primera vez en su carrera en la WWE. La semana siguiente en Raw, atacó a Owens nuevamente con su movimiento final Black Mass antes de un combate contra Randy Orton, el cual Owens perdió. En el episodio del 14 de septiembre de Raw, Owens derrotó a Black. Posteriormente, Owens volvería a derrotar a Black, por descalificación, en el episodio del 28 de septiembre de Raw. En el episodio del 12 de octubre de Raw, Black perdió ante Owens en un No Disqualification Match.
Después de seis meses de inactividad, Black comenzaría a aparecer durante semanas en varios segmentos donde contaba la historia de como se creó su lado oscuro cuando él era niño. Dichos segmentos marcaban una renovación de personaje y estaría preparándose para mostrarle al mundo quien era en realidad. Sin embargo, los creativos no quedaron muy convencidos con esto y decidieron descartarlos, a pesar de que el estilo de las promos de Black si convencieron al público. Su última aparición fue en el episodio del 21 de mayo en SmackDown donde Black interfirió a favor de Apollo Crews, quien puso en juego el Intercontinental Championship ante Kevin Owens, Sami Zayn y Big E en un Fatal 4-Way Match, atacando a Big E con un Black Mass, lo que Crews aprovechó para retener el campeonato.
El 2 de junio de 2021, se informó que End fue liberado de su contrato con la WWE, culminando su carrera dentro de la misma con 6 años. Después de su liberación, siguió apareciendo en diferentes promociones de lucha libre profesional bajo su nombre real. Tras esto, la empresa olvidó poner la cláusula de no competencia de 90 días al luchador y debido a esto, no pudieron hacer nada para evitarlo, pero le desearon suerte en sus futuros proyectos.

### All Elite Wrestling (2021–2024)
Budgen hizo su debut en AEW en el episodio de Dynamite el 7 de julio del 2021 bajo el nombre de Malakai Black, atacando tanto a Arn Anderson como a Cody Rhodes con Black Mass, confirmando su condición de heel. Durante el episodio especial de Homecoming el 4 de agosto, Black hizo su debut en el ring en AEW derrotando a Rhodes. Después del combate, Black atacó a Rhodes una vez más, dejándolo inconsciente después de golpearlo en la espalda con una muleta.

### Regreso al circuito independiente (2021–2024)
El 1 de agosto de 2021, Budgen (como Malakai Black) regresó a Pro Wrestling Guerrilla (PWG) en Mystery Vortex 7 junto con Brody King, salvó al Campeón Mundial de PWG Bandido de una paliza a manos de Black Taurus, Demonic Flamita y Super Dragon. Black anunció más tarde que aparecería en el próximo programa de PWG, Threemendous. En ese evento, Black se asoció con Brody King logrando derrotar a Flamita y Black Taurus para ganar los Campeonatos Mundiales en Parejas de PWG vacantes, siendo su primer título en ganar tras su salida de la WWE.

### WWE (2025- )
En el episodio del 25 de abril de 2025, hace su regreso a SmackDown después de casi 4 años bajo el nombre de Aleister Black interrumpiendo a The Miz para posteriormente aplicarle su Black Mass a la quijada

## Vida personal
Budgen se casó con la luchadora profesional Zelina Vega en 2018.

## Campeonatos y logros
- Adriatic Special Combat Academy
  - Super 8 Cup II (2013)

- All Elite Wrestling

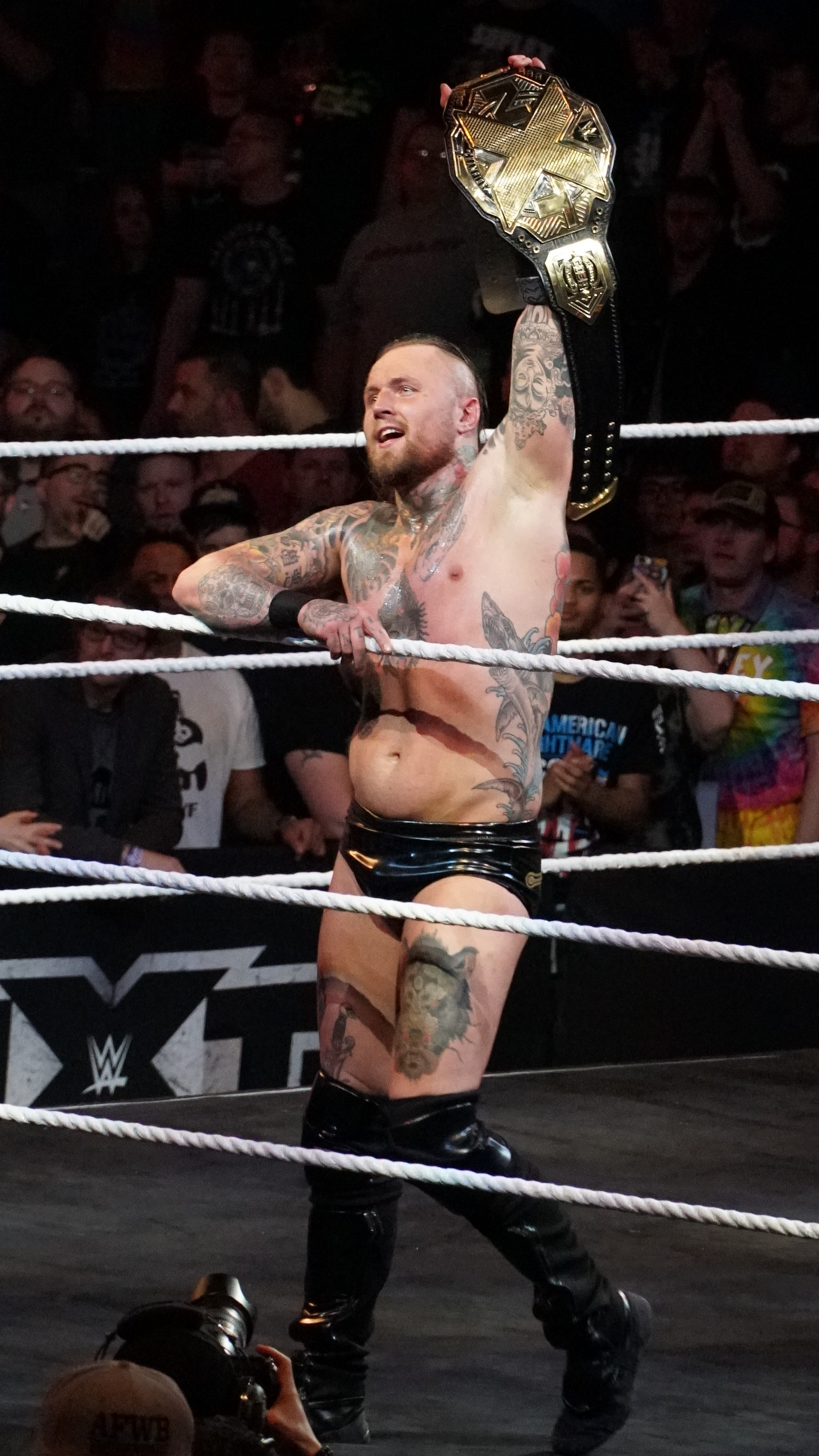
Black como Campeón de NXT.

  - AEW World Trios Championship (1 vez) – con Brody King y Buddy Matthews

- Catch Wrestling Norddeutschland
  - CWN Mittelgewichtsmeisterschaft Championship (1 vez)[97][98]

- Fiend Wrestling Germany
  - FWG Lightweight Championship (1 vez)[98][99]
  - FWG Lightweight Title Tournament (2009)

- Fight Club: PRO
  - FCP Championship (1 vez)[100][101]

- Freestyle Championship Wrestling
  - FCW Deutschland Lightweight Championship (1 vez)[102]

- Insane Championship Wrestling
  - ICW Tag Team Championship (1 vez) – con Michael Dante[103][104][105]

- International Catch Wrestling Alliance
  - ICWA Heavyweight Championship (1 vez)[106][107]
  - ICWA World Junior Heavyweight Champion (1 vez)[108]
  - ICWA European Tag Team Championship/NWA European Tag Team Championship (1 vez) – con Michael Dante[109]

- Pro Wrestling Guerrilla
  - PWG World Tag Team Championship (1 vez, actual) – con Brody King

- Pro Wrestling Holland
  - PWH Tag Team Championship (1 vez) – with Michael Dante[110]

- Pro Wrestling Showdown
  - PWS Heavyweight Championship (1 vez)[111]

- Progress Wrestling
  - Progress Tag Team Championship (1 vez) – con Michael Dante[112]
  - Super Strong Style 16 (2016)[113]

- Southside Wrestling Entertainment
  - SWE Tag Team Championship (1 vez) – con Michael Dante[114][115][116]

- westside Xtreme wrestling
  - wXw Unified World Wrestling Championship (1 vez)[6]
  - wXw World Lightweight Championship (2 veces)[6]
  - wXw World Tag Team Championship (2 veces) – con Michael Dante[117]
  - 16 Carat Gold Tournament (2013, 2015)[118]
  - Chase The Mahamla (2011)[119]
  - World Lightweight Tournament (2006)[120]

- World Wrestling Entertainment/WWE
  - NXT Championship (1 vez)
  - Dusty Rhodes Tag Team Classic (Cuarto ganador) - con Ricochet
  - NXT award: Luchador del año 2017
  - NXT award: Rivalidad del año 2017 (Con Velveteen Dream)

- Pro Wrestling Illustrated
  - Situado en el Nº102 en los PWI 500 de 2017[121]
  - Situado en el Nº41 en los PWI 500 de 2018
  - Situado en el Nº23 en los PWI 500 de 2020[122]